# Joe Sakic
Joseph Steven Sakic (hr: Joe Šakić; Burnaby, Britanska Kolumbija, 7. srpnja 1969.) umirovljeni je kanadski profesionalni hokejaš na ledu. Igrao je na poziciji centra, a cjelokupnu profesionalnu karijeru proveo je u NHL-u igrajući za franšizu Quebec Nordiques/Colorado Avalanche. Bio je vođa momčadi Nordiquesa od 1992. godine, odnosno Avalanchea od 1995. godine. Čak je u 13 navrata nastupao u All-Star susretima, a zajedno s Patrickom Royem, Peterom Forsbergom i Adamom Footeom vodio je momčad do dvaju naslova NHL prvaka 1996. i 2001. godine. Osvajao je u više navrata MVP trofeje, a 2002. godine predvodio je Kanadu do zlatne olimpijske medalje u Salt Lake Cityju. Statistički je među najboljim NHL napadačima svih vremena: osmi je na vječnoj NHL-listi po poenima (1.641), 11. po asistencijama (1.016) i 14. po golovima (625). Svoju bogatu karijeru je zaključio 2009. godine te je budući član hokejaške Kuće slavnih. 

## Rani život
Joe Sakic, ili kako ga neki od milja zovu Super Joe, dijete je hrvatskih iseljenika iz Imotskog (otac Marijan) i Like (majka Slavica), rođen u Burnabyu, u kanadskoj pokrajini Britanska Kolumbija. Sve do polaska u dječji vrtić Sakic je govorio jedino hrvatski, a upravo je jezična barijera u ranoj mladosti utjecala na to da u kasnijoj NHL karijeri bude zapamćen kao "vođa koji vodi svojim primjerom". S četiri navršene godine Sakic je pohodio svoju prvu utakmicu NHL-a, susret između Vancouver Canucksa i Atlanta Flamesa, te nakon utakmice odlučio da u životu želi biti hokejaš i ništa drugo.
Sakic je na sebe pozornost skrenuo u juniorskim danima dok je igrao za WHL momčad Swift Current Broncos. U dresu Broncosa za dvije sezone ostvario je učinak od 138 golova i 155 asistencija u samo 136 utakmica. Mnogi su tada govorili kako je Sakic "novi Wayne Gretzky u nastajanju", hokejaška legenda koja mu je ujedno bila i idol.

## Klupska karijera

### Quebec Nordiques (1988. – 1995.)
Na draftu 1987. godine kao 15. izbor u prvom krugu izabrali su ga čelnici Quebec Nordiquesa. Prvi nastup u NHL-u imao je 6. listopada protiv Hartford Whalersa (današnja Carolina Hurricanes) na kojemu je ubilježio svoju prvu asistenciju. Na prvi gol nije dugo čekao. Već 8. listopada protiv New Jersey Devilsa zabio je prvi gol. U sedam sezona za Nordiquese je odigrao 508 utakmica pri tome skupivši 626 bodova (234 gola, 392 asistencije). U sezoni 1990./91. imenovan je kapetanom zajedno sa Stevenom Finnom - Sakic je bio kapetan u domaćim, a Finn u gostujućim utakmicama. U sezoni 1992./93. Sakic je postao jedini kapetan momčadi.
Premda je i u Quebecu pokazao svoje hokejaške vještine, Joe Sakic je široj svjetskoj javnosti ipak postao poznatiji kao kapetan Colorado Avalanchea. U ljeto 1995. Quebec Nordiquesi proglasili su bankrot, a momčad je preseljena u Denver, glavni grad američke savezne države Colorado, po kojoj je i dobila ime Colorado Avalanche.

### Colorado Avalanche (1995. – 2009.)
Već u svojoj prvoj sezoni u novom gradu i državi, Colorado Avalanche protutnjao je NHL-om i uzeo svoj prvi Stanleyjev kup. Taj trofej je osobito značajan i za grad Denver kojemu je to bio prvi naslov u nekom od američkih profesionalnih sportova. Osim prvog NHL prstena, Sakic je uzeo i Conn Smythe Trophy, odnosno trofej za najkorisnijeg igrača u doigravanju. Sljedećih nekoliko sezona Sakica su mučile ozljede, zbog koji je kroz naredne četiri sezone propustio 66 utakmica. Unatoč tim nedaćama, Sakic je zadržao svoj prosjek od skoro jednog poena po utakmici.
Sezona 2000./01. bila je nova sezona iz snova za njega i njegovu momčad. Colorado je pod njegovim vodstvom ugrabio svoj drugi President Trophy (trofej za najbolju momčad regularne sezone) i Stanleyjev kup. Uz drugi NHL prsten Sakic je na kraju te sezone dodao čak četiri osobne nagrade u svoju bogatu riznicu. Lady Byng Memorial Trophy, trofej kojeg dobiva "gospodin" NHL lige. Igrač koji uz veliko znanje igranja hokeja na ledu, svojom predanošću hokeju, ponašanjem na ledu i izvan njega, predstavlja oličenje idealnog sportaša-hokejaša, gospodina na ledu. Zatim Lester B. Pearson Award, nagrada koja se dodjeljuje najboljem igraču glasovanjem članova organizacije NHLPA (Udruga igrača NHL-a). Treća u nizu nagrada bila je Hart Memorial Trophy, za najkorisnijeg igrača NHL-a. Zadnja, no, ne manje važna bila je nagrada "Plus/Minus" koja se dodjeljuje igraču s najboljom +/- statistikom na kraju sezone.
Narednih sezona Sakic je i dalje bio glavni igrač i vođa Colorado Avalanchea. Premda bez većih klupskih uspjeha, Super Joe je nastavio s postavljanjem novih vlastith rekorda. Tako je 15. veljače na utakmici protiv Calgary Flamesa postigao svoj 600. NHL gol. Uz to, Sakic je postao drugi igrač u povijesti NHL-a, nakon Gordiea Howea, koji je u 37. godini upisao 100 bodova.
Nakon te sezone njegova karijera krenula je silaznom putanjom i to ponajprije zahvaljujući ozljedama. U sezoni 2007./08. odigrao je samo 44 utakmice zbog operacije hernije. Ipak, unatoč ozljedi, 22. ožujka na utakmici protiv Edmonton Oilersa upisao je svoju 1000. asistenciju, čime je 11. igrač u povijesti NHL-a kojemu je to uspjelo.
U sezoni 2008./09. problemi s ozljedama su se nastavili. Super Joe upisao je samo 15 nastupa, a veći dio vremena proveo je oporavljajući se od operacije leđa i prstiju. Klub je bez njegovog doprinosa u igri završio na začelju Zapadne konferencije, što je najgori rezultat otkako je momčad iz Quebeca preseljena u Denver. Nakon 20 godina profesionalne karijere odlučio se službeno umiroviti te je 9. srpnja 2009. godine to i službeno potvrdio. 1. listopada 2009. godine, neposredno prije početka prve utakmice, u sezoni 2009./10., protiv San Jose Sharksa održana je službena ceremonija u dvorani Pepsi Center pri čemu su se klub i navijači oprostili od Sakica te ujedno umirovili i njegov broj 19.

### All-Star utakmice
Sakic je trinaest puta izabran za NHL-ove All-Star utakmice koje se tradicionalno igraju jednom godišnje nakon prvog dijela regularne sezone. Sakic je odigrao dvanaest utakmica, od toga je dvaput bio kapetan. Jedinu utakmicu koju je propustio, zbog ozljede, bila je utakmica iz 1997. godine. U utakmici iz 2004. godine osvojio je nagradu MVP (najkorisniji igrač) nakon što je postigao hat-trick te ostvario pobjedu sa Zapadnom konferencijom. Posljednju All-Star utakmicu odigrao je 2007. godine.

## Kanadska reprezentacija
Osim na klupskom nivou, Sakic je bio vrlo uspješan i s kanadskom reprezentacijom. Godine 1988. osvojio je zlatnu medalju na juniorskom svjetkom prvenstvu u Moskvi. Na seniorsko zlato čekao je šest godina. U Bolzanu 1994., Kanada je osvojila naslov nakon pune 33 godine. Prve nastupe na Olimpijskim igrama Sakic je ostvario 1998. godine u Naganu u Japanu. Najsjajnije zlato ipak je ono s Olimpijskih Igara 2002. u Salt Lake Cityu u saveznoj državi Utah kad je Kanada u finalu turnira pobijedila reprezentaciju SAD-a. Bile su to druge Olimpijske igre za njega. Kanada je 50 godina čekala olimpijsko zlato, a upravo je Sakic s četiri gola i šest asistencija predvodio Kanađane prema olimpijskom tronu. Uz zlato, pokupio je i nagradu za najkorisnijeg igrača turnira. 2004. godine osvojio je Svjetski kup, što mu je bio i zadnji trofej s Kanadom. 21. prosinca 2005. imenovan je kapetanom reprezentacije za Zimske olimpijske igre održane 2006. godine u Torinu. Sakic je član i IIHF Triple Gold kluba, kojeg čine igrači koji su u svojoj karijeri osvojili svjetsko i olimpijsko zlato, te Stanleyjev kup.

## Statistika karijere

### Klub
| 1985./86.       | Burnaby BC Selects    | BCAHA           | 80   | 83  | 73   | 156  | 96  | —   | —  | —   | —   | —  |
| 1985./86.       | Lethbridge Broncos    | WHL             | 3    | 0   | 0    | 0    | 0   | —   | —  | —   | —   | —  |
| 1986./87.       | Swift Current Broncos | WHL             | 72   | 60  | 73   | 133  | 31  | 4   | 0  | 1   | 1   | 0  |
| 1987./88.       | Swift Current Broncos | WHL             | 64   | 78  | 82   | 160  | 64  | 10  | 11 | 13  | 24  | 12 |
| 1988./89.       | Quebec Nordiques      | NHL             | 70   | 23  | 39   | 62   | 24  | —   | —  | —   | —   | —  |
| 1989./90.       | Quebec Nordiques      | NHL             | 80   | 39  | 63   | 102  | 64  | —   | —  | —   | —   | —  |
| 1990./91.       | Quebec Nordiques      | NHL             | 80   | 48  | 61   | 109  | 24  | —   | —  | —   | —   | —  |
| 1991./92.       | Quebec Nordiques      | NHL             | 69   | 29  | 65   | 94   | 20  | —   | —  | —   | —   | —  |
| 1992./93.       | Quebec Nordiques      | NHL             | 78   | 48  | 57   | 105  | 40  | 6   | 3  | 3   | 6   | 2  |
| 1993./94.       | Quebec Nordiques      | NHL             | 84   | 28  | 64   | 92   | 18  | —   | —  | —   | —   | —  |
| 1994./95.       | Quebec Nordiques      | NHL             | 47   | 19  | 43   | 62   | 30  | 6   | 4  | 1   | 5   | 0  |
| 1995./96.       | Colorado Avalanche    | NHL             | 82   | 51  | 69   | 120  | 44  | 22  | 18 | 16  | 34  | 14 |
| 1996./97.       | Colorado Avalanche    | NHL             | 65   | 22  | 52   | 74   | 34  | 17  | 8  | 17  | 25  | 14 |
| 1997./98.       | Colorado Avalanche    | NHL             | 64   | 27  | 36   | 63   | 50  | 6   | 2  | 3   | 5   | 3  |
| 1998./99.       | Colorado Avalanche    | NHL             | 73   | 41  | 55   | 96   | 29  | 19  | 6  | 13  | 19  | 8  |
| 1999./00.       | Colorado Avalanche    | NHL             | 60   | 28  | 53   | 81   | 28  | 17  | 2  | 7   | 9   | 8  |
| 2000./01.       | Colorado Avalanche    | NHL             | 82   | 54  | 64   | 118  | 30  | 21  | 13 | 13  | 26  | 6  |
| 2001./02.       | Colorado Avalanche    | NHL             | 82   | 26  | 53   | 79   | 18  | 21  | 9  | 10  | 19  | 4  |
| 2002./03.       | Colorado Avalanche    | NHL             | 58   | 26  | 32   | 58   | 24  | 7   | 6  | 3   | 9   | 2  |
| 2003./04.       | Colorado Avalanche    | NHL             | 81   | 33  | 54   | 87   | 42  | 11  | 7  | 5   | 12  | 8  |
| 2005./06.       | Colorado Avalanche    | NHL             | 82   | 32  | 55   | 87   | 60  | 9   | 4  | 5   | 9   | 6  |
| 2006./07.       | Colorado Avalanche    | NHL             | 82   | 36  | 64   | 100  | 46  | —   | —  | —   | —   | —  |
| 2007./08.       | Colorado Avalanche    | NHL             | 44   | 13  | 27   | 40   | 20  | 10  | 2  | 8   | 10  | 0  |
| 2008./09.       | Colorado Avalanche    | NHL             | 15   | 2   | 10   | 12   | 6   | —   | —  | —   | —   | —  |
| Sveukupno - WHL | Sveukupno - WHL       | Sveukupno - WHL | 139  | 138 | 155  | 293  | 95  | 14  | 11 | 14  | 25  | 12 |
| Sveukupno - NHL | Sveukupno - NHL       | Sveukupno - NHL | 1378 | 625 | 1016 | 1641 | 614 | 172 | 84 | 104 | 188 | 78 |

### All-Star utakmice
| Godina    | Mjesto       |   | G  | A  | Bod |
| --------- | ------------ | - | -- | -- | --- |
| 1990.     | Pittsburgh   | 0 | 2  | 2  |     |
| 1991.     | Chicago      | 0 | 1  | 1  |     |
| 1992.     | Philadelphia | 0 | 2  | 2  |     |
| 1993.     | Montreal     | 0 | 3  | 3  |     |
| 1994.     | New York     | 1 | 2  | 3  |     |
| 1996.     | Boston       | 0 | 0  | 0  |     |
| 1997.     | San Jose     | - | -  | -  |     |
| 1998.     | Vancouver    | 0 | 2  | 2  |     |
| 2000.     | Toronto      | 1 | 0  | 1  |     |
| 2001.     | Denver       | 1 | 0  | 1  |     |
| 2002.     | Los Angeles  | 0 | 0  | 0  |     |
| 2004.     | St. Paul     | 3 | 0  | 3  |     |
| 2007.     | Dallas       | 0 | 4  | 4  |     |
| Sveukupno | Sveukupno    | 6 | 16 | 22 |     |

### Reprezentacija
| Godina              | Reprezentacija      | Natjecanje          |    | OU | G  | A  | Bod | KM |
| ------------------- | ------------------- | ------------------- | -- | -- | -- | -- | --- | -- |
| 1987.               | Kanada (Juniori)    | -                   | 1  | 0  | 0  | 0  | 0   |    |
| 1988.               | Kanada (Juniori)    | SJP                 | 7  | 3  | 1  | 4  | 2   |    |
| 1991.               | Kanada              | SP                  | 10 | 6  | 5  | 11 | 0   |    |
| 1994.               | Kanada              | SP                  | 8  | 4  | 3  | 7  | 27  |    |
| 1996.               | Kanada              | SK                  | 8  | 2  | 2  | 4  | 6   |    |
| 1998.               | Kanada              | ZOI                 | 4  | 1  | 2  | 3  | 4   |    |
| 2002.               | Kanada              | ZOI                 | 6  | 4  | 3  | 7  | 0   |    |
| 2004.               | Kanada              | SK                  | 6  | 4  | 2  | 6  | 2   |    |
| 2006.               | Kanada              | ZOI                 | 6  | 1  | 2  | 3  | 0   |    |
| Sveukupno - Juniori | Sveukupno - Juniori | Sveukupno - Juniori | 8  | 3  | 1  | 4  | 2   |    |
| Sveukupno - Seniori | Sveukupno - Seniori | Sveukupno - Seniori | 48 | 22 | 19 | 41 | 39  |    |

## Nagrade

### NHL
| Nagrada                                                 | Godina              |
| ------------------------------------------------------- | ------------------- |
| Stanleyjev kup pobjednik                                | 1996., 2001.        |
| Bud Light NHL Plus/Minus Award (dijelio s Patrik Eliáš) | 2001.               |
| Conn Smythe Trophy                                      | 1996.               |
| Hart Memorial Trophy                                    | 2001.               |
| Lady Byng Memorial Trophy                               | 2001.               |
| Lester B. Pearson Award                                 | 2001.               |
| M.A.C.                                                  | 1998.               |
| MVP (Najkorisniji igrač) NHL All-Star utakmice          | 2004.               |
| Prva All-Star momčad sezone                             | 2001., 2002., 2004. |
| NHL/Sheraton Road Performer Award                       | 2004.               |
| NHL Foundation Player Award                             | 2007.               |

### Reprezentacija
| Nagrada                      | Godina |
| ---------------------------- | ------ |
| ZOI MVP turnira              | 2002.  |
| ZOI, All-Star momčad turnira | 2002.  |

## Privatni život
Sakic je u bračnoj zajednici s Debbie s kojom ima troje djece, sina Mitchella te blizance Chasea i Kamryn. Suprugu je upoznao za vrijeme pohađanja lokalne srednje škole. Osim hokeja na ledu Sakic se može pohvaliti i zavidni umijećem igranja golfa. Štoviše, Sakic svakog ljeta organizira golf natjecanje čiji prihod ide u dobrotvorne svrhe. Za taj pohvat dobio je i nagradu NHL-a 2007. godine. U svom rodnom gradu Sakic je dobio i ulicu prema vlastitom imenu. U pokrajini Britanska Kolumbija poznat je i po nadimku “Burnaby Joe”. Sakicev mlađi brat Brian također je igrao hokej na ledu. Njih dvojica čak su i igrali zajedno u Broncosima u sezoni 1987./88.

## Vanjske poveznice
- Profil na The Internet Hockey Database
- Profil na LegendsofHockey.net
- Profil na NHL.com